# Álex Fernández (calciatore 1992)
Alejandro Fernández Iglesias, meglio noto come Álex (Madrid, 15 ottobre 1992), è un calciatore spagnolo, centrocampista del Cadice.

## Biografia
È il fratello minore di Nacho, difensore del Real Madrid e suo compagno di squadra nelle giovanili del Real Madrid.

## Caratteristiche tecniche
In grado di ricoprire molteplici ruoli, Álex è abile ad organizzare le fasi difensive. Predilige tirare dalla media distanza ed è noto per la sua intelligenza tattica che lo differisce da molti altri centrocampisti.

## Carriera

### Club

#### Real Madrid Castilla e Real Madrid
Esordisce da professionista, con la maglia del Real Madrid Castilla, il 29 agosto 2010, in Segunda División B, nella vittoria per 3-2 contro il Coruxo, al minuto 87 viene sostituito da Mandi. Il 3 ottobre 2010 mette a segno il suo primo gol in carriera, siglando il 3-0 finale contro il Cerro Reyes. Dopo aver iniziato la prestagione negli Usa sotto José Mourinho il 6 marzo 2011 arriva l'esordio con la maglia del Real Madrid nella partita di campionato contro il Racing Santander, partita vinta 3-1 e Álex subentra a Mesut Özil al novantesimo minuto. Conclude la prima stagione da professionista con 33 presenze e 2 gol.
Nella sua seconda stagione con la Camiseta Blanca non viene mai convocato in prima squadra ma con il Real Madrid Castilla ottiene la promozione in Segunda División. Nella sua terza stagione con i Blancos, il 17 agosto 2012 esordisce nella seconda serie spagnola nella sconfitta per 2-1 contro il Villarreal. Il 28 ottobre 2012 sigla la sua prima doppietta in carriera nella sconfitta per 4-2 contro lo Sporting Gijón. Tre giorni dopo esordisce da titolare nella Coppa del Re nella vittoria per 4-1 contro l'Alcoyano, al minuto 46 viene sostituito da José Rodríguez e tornando a giocare una partita in prima squadra dopo circa un anno e mezzo dalla fugace apparizione contro il Racing Santander.

#### Espanyol e i vari prestiti
Nell'agosto del 2013 viene ceduto all'Espanyol. Esordisce con la nuova maglia il 15 settembre 2013 in occasione della vittoria in campionato per 1-0 contro il Granada, Álex subentra, al minuto 80, a Simão. Conclude la prima stagione, con la maglia dell'Espanyol, totalizzando 30 presenze tra campionato e coppa.
Il 29 gennaio 2015 passa in prestito al club croato del Rijeka. Il 15 febbraio successivo esordisce, con la maglia del club croato, in occasione del pareggio esterno, per 0-0, contro l'Istra 1961. Il 28 febbraio invece mette a segno la sua prima rete in terra croata; in occasione del pareggio interno, per 1-1, contro lo Slaven. A fine stagione totalizza 11 presenze e 2 reti.
Il 18 agosto 2015 viene ceduto, sempre in prestito, al club inglese del Reading. Il 22 agosto successivo gioca la sua prima partita in occasione del pareggio interno, per 0-0, contro il Milton Keynes Dons. Il 19 gennaio 2016 mette a segno la sua prima rete in terra inglese, in occasione della vittoria casalinga, per 5-2, in FA Cup contro l'Huddersfield Town. A fine stagione conclude il prestito totalizzando 10 presenze e 1 rete

#### Elche
Dopo aver rescisso il contratto che lo legava all'Espanyol, viene messo sotto contratto dall'Elche. L'esordio arriva il 6 settembre 2016 in occasione del secondo turno di Coppa del Re, vinto ai calci di rigore, contro il Mirandés. Il 12 novembre successivo mette a segno le sue prime due reti con la nuova maglia in occasione della vittoria casalinga, per 2-0, contro il Real Valladolid. Chiude l'esperienza all'Elche con un bottino di 36 presenze e 3 reti messe a segno.

#### Cadice
Il 7 agosto 2017 passa a titolo gratuito al Cadice. L'esordio arriva il 19 agosto successivo in occasione della trasferta vinta, per 1-2, contro il Córdoba. Il 24 ottobre successivo, in occasione dei sedicesimi di finale di Coppa del Re, mette a segno la prima rete con indosso la nuova maglia nella sconfitta, per 1-2, contro il Betis.

### Nazionale

#### Giovanile
Nel 2011 vince il Campionato europeo di calcio Under-19 2011 in Romania, in tale competizione viene anche eletto come il miglior giocatore del torneo.

## Statistiche

### Presenze e reti nei club
Statistiche aggiornate al 9 maggio 2025.
| Stagione                | Squadra                 | Campionato              | Campionato | Campionato | Coppe nazionali | Coppe nazionali | Coppe nazionali | Coppe continentali | Coppe continentali | Coppe continentali | Altre coppe | Altre coppe | Altre coppe | Totale | Totale |
| Stagione                | Squadra                 | Comp                    | Pres       | Reti       | Comp            | Pres            | Reti            | Comp               | Pres               | Reti               | Comp        | Pres        | Reti        | Pres   | Reti   |
| ----------------------- | ----------------------- | ----------------------- | ---------- | ---------- | --------------- | --------------- | --------------- | ------------------ | ------------------ | ------------------ | ----------- | ----------- | ----------- | ------ | ------ |
| 2010-2011               | Real M. Castilla        | SDB                     | 30+2       | 2+0        | -               | -               | -               | -                  | -                  | -                  | -           | -           | -           | 32     | 2      |
| 2011-2012               | Real M. Castilla        | SDB                     | 31+4       | 1+0        | -               | -               | -               | -                  | -                  | -                  | -           | -           | -           | 35     | 1      |
| 2012-2013               | Real M. Castilla        | SD                      | 32         | 3          | -               | -               | -               | -                  | -                  | -                  | -           | -           | -           | 32     | 3      |
| Totale Real M. Castilla | Totale Real M. Castilla | Totale Real M. Castilla | 93+6       | 6+0        |                 | -               | -               |                    | -                  | -                  |             | -           | -           | 99     | 6      |
| 2010-2011               | Real Madrid             | PD                      | 1          | 0          | CR              | 0               | 0               | UCL                | 0                  | 0                  | -           | -           | -           | 1      | 0      |
| 2011-2012               | Real Madrid             | PD                      | 0          | 0          | CR              | 0               | 0               | UCL                | 0                  | 0                  | SS          | 0           | 0           | 0      | 0      |
| 2012-2013               | Real Madrid             | PD                      | 0          | 0          | CR              | 1               | 0               | UCL                | 0                  | 0                  | SS          | 0           | 0           | 1      | 0      |
| Totale Real Madrid      | Totale Real Madrid      | Totale Real Madrid      | 1          | 0          |                 | 1               | 0               |                    | 0                  | 0                  |             | 0           | 0           | 2      | 0      |
| 2013-2014               | Espanyol                | PD                      | 24         | 0          | CR              | 6               | 0               | -                  | -                  | -                  | -           | -           | -           | 30     | 0      |
| 2014-gen. 2015          | Espanyol                | PD                      | 5          | 0          | CR              | 2               | 0               | -                  | -                  | -                  | -           | -           | -           | 7      | 0      |
| Totale Espanyol         | Totale Espanyol         | Totale Espanyol         | 29         | 0          |                 | 8               | 0               |                    | -                  | -                  |             | -           | -           | 37     | 0      |
| gen.-giu. 2015          | Rijeka                  | 1.HNL                   | 9          | 2          | CC              | 2               | 0               | UEL                | 0                  | 0                  | SC          | 0           | 0           | 11     | 2      |
| 2015-2016               | Reading                 | FLC                     | 8          | 0          | FACup+CdL       | 1+1             | 1+0             | -                  | -                  | -                  | -           | -           | -           | 10     | 1      |
| 2016-2017               | Elche                   | SD                      | 34         | 3          | CR              | 2               | 0               | -                  | -                  | -                  | -           | -           | -           | 36     | 3      |
| 2017-2018               | Cadice                  | SD                      | 37         | 3          | CR              | 5               | 1               | -                  | -                  | -                  | -           | -           | -           | 42     | 4      |
| 2018-2019               | Cadice                  | SD                      | 40         | 6          | CR              | 3               | 0               | -                  | -                  | -                  | -           | -           | -           | 43     | 6      |
| 2019-2020               | Cadice                  | SD                      | 41         | 13         | CR              | 1               | 0               | -                  | -                  | -                  | -           | -           | -           | 42     | 13     |
| 2020-2021               | Cadice                  | PD                      | 25         | 4          | CR              | 1               | 0               | -                  | -                  | -                  | -           | -           | -           | 26     | 4      |
| 2021-2022               | Cadice                  | PD                      | 32         | 3          | CR              | 3               | 0               | -                  | -                  | -                  | -           | -           | -           | 35     | 3      |
| 2022-2023               | Cadice                  | PD                      | 28         | 3          | CR              | 0               | 0               | -                  | -                  | -                  | -           | -           | -           | 28     | 3      |
| 2023-2024               | Cadice                  | PD                      | 26         | 0          | CR              | 1               | 0               | -                  | -                  | -                  | -           | -           | -           | 27     | 0      |
| 2024-2025               | Cadice                  | SD                      | 30         | 6          | CR              | 1               | 0               | -                  | -                  | -                  | -           | -           | -           | 31     | 6      |
| Totale Cadice           | Totale Cadice           | Totale Cadice           | 259        | 38         |                 | 15              | 1               |                    | -                  | -                  |             | -           | -           | 274    | 39     |
| Totale carriera         | Totale carriera         | Totale carriera         | 439        | 49         |                 | 30              | 2               |                    | -                  | -                  |             | -           | -           | 469    | 51     |

## Palmarès

### Club
- Campionato spagnolo di terza divisione: 1

Real M. Castilla: 2011-2012

### Nazionale
- Campionato d'Europa Under-19: 1

Romania 2011

### Individuale
- Golden Player come miglior giocatore dell'Europeo Under-19: 1

Romania 2011